# Rudolf Roháček
Rudolf Roháček (ur. 25 marca 1963 w Ostrawie) – czeski hokeista, trener hokejowy, były selekcjoner reprezentacji Polski.

## Życiorys
W czasie kariery sportowej występował w Karwinie, HC Oceláři Trzyniec oraz w HC Havířov.
Ukończył studia na Uniwersytecie Karola w Pradze (specjalność hokej na lodzie).
W przeszłości trenował Karwinę, Porubę Ostrawa, KTH Krynica (sezony 1998/1999, 1999/2000), Polonię Bytom, GKS Tychy (w trakcie sezonu 2001/2002 do jego zakończenia) Sarezę Ostrawa i ponownie KTH. 10 listopada 2004 został trenerem Cracovii. W międzyczasie od sierpnia 2005 do września 2008 był selekcjonerem reprezentacji Polski. 11 lutego 2011 przedłużył umowę z krakowskim klubem. Nowy kontrakt obowiązuje go do końca sezonu 2013/2014. W styczniu 2014 przedłużył umowę z klubem do końca sezonu 2016/2017. W marcu 2017 przedłużył umowę z ComArch Cracovią do roku 2020. Po sezonie 2023/2024 odszedł ze stanowiska szkoleniowca i objął funkcję doradcy zarządu ds. hokeja.
Żonaty, ma syna.

## Sukcesy trenerskie
- Złoty medal mistrzostw Polski: 2006, 2008, 2009, 2011, 2013, 2016, 2017 z Cracovią
- Srebrny medal mistrzostw Polski: 1999 z KTH Krynica, 2010, 2012, 2019, 2021 z Cracovią
- Brązowy medal mistrzostw Polski: 2000 z KTH Krynica, 2001 z Polonią Bytom, 2002 z GKS Tychy, 2005, 2007 z Cracovią
- Puchar Polski: 2013, 2015, 2021 z Cracovią[8]
- Superpuchar Polski: 2014, 2016, 2017 z Cracovią
- Mecz o Superpucharu Polski: 2015, 2018, 2022 z Cracovią
- Puchar Kontynentalny: 2022 z Cracovią
- Odznaka „Złoty herb Krynicy” (2004)[9]